# Gioacchino Calabrò
Gioacchino Calabrò detto Rubacuori (Mazzarino, 16 febbraio 1926 – Siena, 26 maggio 2013) è stato un fantino e avvocato italiano.

## Biografia
Giunto a Siena nell'immediato secondo dopoguerra per studiare giurisprudenza presso l'ateneo della città toscana, Calabrò fece qui amicizia con alcuni coetanei della contrada del Drago. Sapendo già andare a cavallo, il giovane siciliano fu introdotto nel mondo del Palio, ove non gli fu difficile entrare, a causa della penuria di fantini al termine della lunga pausa bellica, che aveva tenuto la terra lontana da Piazza del Campo per 5 anni.
Nella corsa senese Rubacuori esordì il 2 luglio 1945, primo Palio dopo la fine della seconda guerra mondiale, con il giubbetto della Pantera sul cavallo Bozzetto. L'esito della carriera fu infelice, così come quello del successivo Palio del 16 agosto, quando Rubacuori vestì finalmente il giubbetto del Drago, montando Isola Farnese.
La sera stessa della carriera dell'Assunta, tuttavia, gran parte dei senesi, ritrovatisi in Piazza del Campo, chiesero a gran voce l'indizione di un Palio straordinario per celebrare la fine del conflitto (e, soprattutto, per placare la grande astinenza dovuta alla lunga pausa bellica, che aveva fatto saltare ben 10 carriere ordinarie). Il sindaco Carlo Ciampolini e la giunta comunale accolsero le richieste del popolo di Siena, fissando la data della carriera, al fine di risparmiare sulle spese, al vicino 19 agosto.
Quel Palio, poi rinviato al 20 agosto per maltempo, sarebbe passato alla storia come una delle più turbolente carriere della storia della festa senese. Nei preparativi, la Nobile Contrada del Bruco, all'epoca la "nonna" del Palio, a digiuno dal 16 agosto 1922, allacciò una fitta rete di "partiti" per guadagnarsi i favori dei fantini delle consorelle e tornare finalmente al successo. Per il rione di via del Comune, che già di per sé poteva contare sul veloce cavallo Mughetto (vittorioso a luglio per la Lupa) e sull'esperto fantino Primo Arzilli detto il Biondo, si presentava una grande occasione per togliersi la "cuffia".
L'unico ostacolo era rappresentato proprio da Rubacuori, confermato dalla Contrada del Drago, galvanizzata dall'assegnazione, alla tratta, di Folco, uno dei più grandi cavalli della storia del Palio (8 vittorie in tutta la sua carriera, record del XX secolo insieme a Panezio). Pur di età piuttosto avanzata (19 anni, curiosamente quanto Rubacuori), Folco era nettamente il cavallo da battere e Rubacuori voleva lasciare un segno del proprio passaggio a Siena prima della fine degli studi. Il fantino dragaiolo non accettò, quindi, le proposte del Bruco, ma a quest'ultima Contrada il suo rifiuto non apparve un problema, avendo dalla sua gran parte degli altri fantini.
La turbolenta carriera ebbe episodi rimasti storici anche alla mossa, quando il mossiere Lorenzo Pini annullò due partenze apparentemente valide, in cui il Bruco era però partito male. Dopo le vibranti proteste della Tartuca (che addirittura si ritirò dalla corsa), la mossa fu finalmente data e proprio il Bruco si portò in testa. Rubacuori cercò di mettersi all'inseguimento della battistrada, ma si trovò di fronte l'ostacolo di Pietro De Angelis detto Pietrino, fantino dell'Istrice. Superato, dopo uno scambio di nerbate, l'Istrice, Rubacuori si mise all'attacco del Bruco e, sfruttando la superiorità di Folco, si portò in testa e vinse tra lo stupore della Piazza.
Rubacuori non ebbe neanche il tempo di festeggiare. I brucaioli, pazzi di rabbia e di delusione, strapparono a brandelli il Drappellone e cercarono Rubacuori per linciarlo. Il fantino siciliano riuscì a salvarsi rifugiandosi nell'Entrone, ma fu comunque colpito alla testa dal piombo di una bandiera, scagliatagli contro da un monturato del Bruco. Fortunatamente, al momento dell'urto Rubacuori indossava ancora lo zucchino, che lo protesse dal terribile urto.
Dopo quello che, ironia della sorte, era stato indetto come "Palio della Pace", la brevissima, ma assai intensa, carriera paliesca di Rubacuori giunse pressoché al termine. Il fantino siciliano corse altri due Palii, sempre con il Drago, nel 1947, poi chiuse definitivamente.
Dopo la laurea in giurisprudenza, Rubacuori si trasferì a Milano, dove esercitò per anni la professione di avvocato. Tornò comunque a Siena nel 1972, dove fu mossiere del Palio straordinario disputato il 17 settembre di quell'anno e dei due Palii ordinari dell'anno seguente.
È morto a Siena il 26 maggio 2013 all'età di 87 anni.

## Presenze al Palio di Siena
| Palio          | Contrada | Cavallo       | Note   |
| -------------- | -------- | ------------- | ------ |
| 2 luglio 1945  | Pantera  | Bozzetto      |        |
| 16 agosto 1945 | Drago    | Isola Farnese |        |
| 20 agosto 1945 | Drago    | Folco         |        |
| 18 maggio 1947 | Drago    | Folco         |        |
| 2 luglio 1947  | Drago    | Vittoria      | scosso |